# 垣屋続成
垣屋 続成（かきや つぐなり、文明14年（1482年）？ - 元亀元年（1570年）は、戦国時代から安土桃山時代にかけての武将。山名氏の家臣。山名四天王の一人。
但馬国の国人で、但馬守護代を務めた垣屋宗続は文明15年（1483年）に主君である山名政豊の播磨国遠征に従軍して赤松政則の反撃によって大敗した時に弟や嫡男ら一族郎党350名と共に討死して、「垣屋名字悉終了」（『多聞院日記』同年4月10日条）と評される。その後、垣屋氏を継いだ宗続の子である孫四郎が続成とされている。垣屋氏は曾祖父にあたる垣屋熙続が文明6年（1474年）に死去して以来、わずか9年で4代の当主（宗続の嫡男を含めて）を失い、一時的に衰退した。
こうした経緯から、続成と山名政豊及び後を継いだ山名致豊との関係は不安定で明応から永正にかけて度々垣屋氏と但馬守護家が対立している。
文亀9年（1502年）から但馬守護代を務めた。永正9年（1512年） 、居城を鶴ヶ峰城に移し、ここを垣屋氏の拠点とした。
その後、織田信長の台頭に伴い、山名氏の同盟先を織田氏と毛利氏どちらかにするかで家中は割れると、続成は毛利氏と表明。そのため、同じ山名四天王である田結庄是義と対立し、元亀元年（1570年）、是義の奇襲を受けて、岩井村養寿院で自刃した。
なお、垣屋氏系図から子は垣屋光成とされているが、文献が65年開いているため、その間に登場する垣屋続貫（つぐつら、続実（つぐざね）は通称）を子とし、光成を孫とする説もある。

## 血縁
- 垣屋熙続（曾祖父）
- 垣屋豊遠（祖父）
- 垣屋宗続（父）
- 垣屋光成（子）
- 垣屋恒総（孫）
- 垣屋続貫（子？）
- 垣屋豊続（不明）